# Zaynê Akyol
Zaynê Akyol, née en 1987 en Turquie, est une cinéaste, productrice et photographe canadienne.

## Biographie
Zaynê Akyol est née dans un village de Turquie en 1987 de parents kurdes. L'armée kurde se rend fréquemment dans son village et Zaynê Akyol déclare que le Parti des travailleurs du Kurdistan (PKK) faisait « partie de mon environnement depuis son plus jeune âge ». Elle a quatre ans, lorsque sa famille migre au Canada et s'installe à Montréal, Québec. Zaynê Akyol obtient un bachelor of arts en sciences de l'information et de la communication à l'Université du Québec à Montréal en 2010. Elle se spécialise en cinéma avec un master of arts qu'elle obtient en 2014.
Zaynê Akyol réalise son premier court métrage Iki bulut arasinda (litt. « Entre deux nuages ») dans le cadre de sa licence. Le film est projeté en mai 2011, au Festival de Cannes. Il remporte le Prix du public.
De juillet 2014 à septembre, Zaynê Akyol tourne Terre de roses (en). L'intrigue du film s'articule autour de son voyage pour trouver Gulîstan, une femme kurde née dans le même village qu'elle. Pour tourner le film, Zaynê Akyol parcourt la région du Kurdistan d'Irak. Elle vit avec un groupe de combattantes contre Daesh.
Après la sortie du film, Zaynê Akyol organise une exposition photographique intitulée Rojekê, One Day. Toutes les photographies ont été prises lors du tournage du film Terre de roses.
Fin 2022 elle termine Rojek, documentaire dans lequel elle discute avec des combattants incarcérés du groupe État islamique. À travers les histoires de ces hommes et de ces femmes, elle dessine la trajectoire de cette organisation terroriste. Le film est sélectionné pour représenter le Canada dans la course à l'Oscar du meilleur film international.

## Réalisations
- 2010 : Iki bulut arasinda , 32 min[12], 2010
- 2016 : Terre de roses (en) (Gulîstan, Land of Roses), 87 min[13]
- 2022 : Rojek

## Récompenses et nominations
- Terre de roses (en)
  - meilleur documentaire, Duhok International Film Festival, Irak, 2016
  - meilleur film, meilleur documentaire, EBS International Documentary Festival, 2016
  - meilleur documentaire, Festival international du film de Locarno, 2016
  - meilleur film, compétition internationale, Festival du film de Milan, 2016
  - meilleur espoir, Rencontres internationales du documentaire de Montréal, 2016
  - prix du jury, Festival du film de Trente, Italie, 2016
  - meilleur documentaire, Festival international du film de Valladolid, Espagne, 2016